# Jucaraceps
Jucaraseps es un género extinto de un pequeño reptil escamoso que vivió durante el Cretácico Inferior en Las Hoyas, España. Solo contiene a una especie, Jucaraseps grandipes. Pertenece al clado Scincogekkonomorpha, el cual abarca a los escamosos Scleroglossa y aquellos taxones los cuales están más cercanamente relacionados con estos que a Iguania) y estaba relacionado al clado Scleroglossa así como a los taxones del Jurásico y el Cretácico Eichstaettisaurus, Ardeosaurus, Bavarisaurus, Parviraptor, Yabeinosaurus y Sakurasaurus